# 特罗斯特贝格
特罗斯特贝格是德国巴伐利亚州的一个市镇。总面积51.55平方公里，总人口11527人，其中男性5599人，女性5928人（2011年12月31日），人口密度224人/平方公里。